# 會寧再教育營
會寧再教育營，位於朝鲜咸鏡北道。但不是會寧集中營，而是位於會寧東北十公里的再教育營。
因不是勞改營，因此主要以對囚犯進行政治再教育為主。